# Quintanilla de Urz
Quintanilla de Urz is een gemeente in de Spaanse provincie Zamora in de regio Castilië en León met een oppervlakte van 10,10 km². Quintanilla de Urz telt 106 inwoners (1 januari 2016).

## Demografische ontwikkeling
Bron: INE, 1857-2011: volkstellingen